# U-401
U-401 — средняя немецкая подводная лодка типа VIIC времён Второй мировой войны.

## История
Заказ на постройку субмарины был отдан 23 сентября 1939 года. Лодка была заложена 8 апреля 1940 года на верфи Данцигер Верфт в Данциге под строительным номером 102, спущена на воду 16 декабря 1940 года, вошла в строй 10 апреля 1941 года под командованием капитан-лейтенанта Геро Циммермана.

## История службы
U-401 совершила один боевой поход, успехов не достигла. Потоплена 3 августа 1941 года в Северной Атлантике к юго-западу от Ирландии, в районе с координатами 50°27′ с. ш. 19°50′ з. д. глубинными бомбами с британского эсминца HMS Wanderer, норвежского эсминца St. Albans и британского корвета HMS Hydrangea. 45 погибших (весь экипаж).

### Флотилии
- 10 апреля — 1 июля 1941 года — 1-я флотилия (учебная)
- 1 июля — 3 августа 1941 года — 1-я флотилия